# 西撒哈拉战争
西撒哈拉战争（阿拉伯语：حرب الصحراء الغربية，法语：Guerre du Sahara occidental，西班牙语：Guerra del Sahara Occidental）是西班牙根据《马德里协定》撤出西撒哈拉将该领土移交给摩洛哥和毛里塔尼亚後發生的衝突。1975年至1991年期间，撒哈拉人組建的波利萨里奥阵线與摩洛哥之間爆發衝突。1975年至1979年期间波利萨里奥阵线與毛里塔尼亚之間又爆發衝突。1975年底，摩洛哥政府组织了约35万摩洛哥公民並在约2万名军队的护送下进入西撒哈拉。一开始摩洛哥只遭到波利萨里奥阵线的小規模抵抗，但后来摩洛哥与撒哈拉民族主义者进行了长期的游击战。1970年代末，波利萨里奥阵线希望在西撒哈拉建立一个独立的国家，並与毛里塔尼亚和摩洛哥同时作战。1979年，毛里塔尼亚与波利萨里奥阵线签署和平条约后退出戰爭。在整个20世紀80年代，战争一直处于低强度状态。1991年9月，波利萨里奥阵线和摩洛哥达成停火协议。戰爭死亡人数可能介於10 000至20 000人之间。此后波利萨里奥阵线與摩洛哥的關係从军事衝突转为公民抵抗。摩洛哥和阿拉伯撒哈拉民主共和国之间也没有达成任何领土协定。現今西撒哈拉的大部分领土被摩洛哥占领，而内陆地区则由波利萨里奥阵线控制的阿拉伯撒哈拉民主共和国實際管辖。